# Ali Rıza Efendi
Ali Rıza Efendi (1839 à Thessalonique - 1888 à Thessalonique) est le père de Mustafa Kemal Atatürk.

## Biographie
Il est né à Thessalonique une province ottomane. Son père Hafız Ahmed Efendi, un Turkmène Yörük,, appartenait aux tribus Turkmènes Yörük de Konya, qui s'étaient installées en Macédoine au cours des XIVe et XVe siècles.
Son nom "Hafız" indique qu'il avait appris le Coran par cœur ; quant au nom d'"Efendi", il marque le fait qu'il était cultivé. Il semble que la famille ait eu une tradition islamique profonde, puisque le frère d'Ali Rıza (Mehmed) était aussi un "Hafız" et donnait des cours dans une école primaire coranique. Le fils de Mehmed, Salih, a perpétué la tradition.
Ali Rıza a exercé plusieurs métiers au cours de sa vie. Il a d'abord été employé dans le service des fondations pieuses, ce qui le conduisit dans de petites villes de province où il inspectait les comptes des œuvres caritatives.
En 1876, il sert dans l'armée et devient lieutenant dans un bataillon de volontaires formé peu avant la guerre russo-turque.
En 1878, il épouse Zübeyde Hanım, avec qui il eut cinq enfants.
Après la guerre, il entre dans l'administration des douanes, puis deviendra marchand de bois.
Ali Rıza meurt à l'âge de 49 ans ; sa femme attribua sa mort à l'échec de ses projets commerciaux : « Le regretté défunt devint très affligé quand son affaire tourna mal dans ses derniers jours. Il s'est laissé aller. Il s'est résigné à son sort et s'est affaibli. Sa maladie a empiré. Il n'aurait en aucune façon pu survivre».